# 11515 Oshijyo
11515 Oshijyo è un asteroide della fascia principale. Scoperto nel 1991, presenta un'orbita caratterizzata da un semiasse maggiore pari a 3,1478442 UA e da un'eccentricità di 0,0890798, inclinata di 7,87470° rispetto all'eclittica.